# Rostgumpad sumphöna
Rostgumpad sumphöna (Aenigmatolimnas marginalis) är en afrikansk fågel i familjen rallar inom ordningen tran- och rallfåglar.

## Kännetecken

### Utseende
Rostgumpad sumphöna är en 18–21 centimeter lång rall med diagnostiska kanelfärgade undre stjärttäckare och nedre flanker, synbart i flykten och på båda könen. Distinkt är också den vitstrimmiga ovansidan, den korta och djupa gröna näbben samt väldigt långa tår. Hanen är beigebrun till kanelbrun på huvud, hals och bröst medan honan är grå.

### Läte
Den rostgumpade sumphönans läte är ett snabbt "tik-tik-tik-tik..." som kan upprepas i en minut eller längre.

## Utbredning och systematik
Fågeln återfinns i Afrika söder om Sahara. Den förekommer fläckvist från norra Elfenbenskusten österut till Kamerun och söderut till Republiken Kongo. Mer kontinuerligt förekommer den från östra Demokratiska republiken Kongo till Kenya, i söder och väster till Zimbabwe, sydostligaste Angola, nordöstra Namibia och Botswana. Arten häckar möjligen år med rik nederbörd även i nordöstra och östra Afrika.
Den är en mycket sällsynt gäst i södra Europa, med fynd från Spanien, Italien och Malta.

### Släktestillhörighet
Arten har tidigare placerats i Porzana, men genetiska studier från 2014 visar att den står närmare släktet Amaurornis, varefter flera auktoriteter flyttade arten dit. Enligt resultat från senare studier (2020) tillhör den samma klad, men utgör en egen utvecklingslinje där även tupprallen (Gallicrex cinerea) ingår. Den förs därför till ett eget släkte, Aenigmatolimnas.

## Ekologi
Rostgumpad sumphöna undviker hög och tät växtlighet kring permanenta våtmarker och trivs hellre på lite mer höglänt mark med högst 20–30 centimeter djupa pölar och upp till en meter högt gräs. Den födosöker dagtid, men mest aktivt sen eftermiddag och kväll, efter daggmask, småsniglar, spindlar, insekter, småfisk och grodyngel. Arten häckar polyandriskt under regnperioden. Boet är en grund skål eller plattform, oftast 10–25 centimeter ovanför vatten i en grästuva. Den kan bygga falska bon som den aldrig avslutar.

## Status och hot
Arten är relativt fåtalig med en uppskattad världspopulation på endast mellan 1.000 och 25.000 individer. Den minskar dessutom i antal, men har ett stort utbredningsområde. Utifrån dessa kriterier kategoriserar IUCN arten som livskraftig (LC).